# Західно-Сибірська нафтогазоносна провінція
Західно-Сибірська нафтогазоносна провінція — розташована в Тюменській, Томській, Новосибірській і Омській області РФ.

## Історія
Перше родовище газу (Березовське) відкрите в 1953 році, нафти (Шаїмське) — в 1960 р. До кінця XX століття виявлено понад 310 родовищ. Половина перспективної на нафту і газ тер. знаходиться за Полярним колом. Інтенсивне освоєння родовищ здійснюється з 60–70-х років XX ст.

## Характеристика
Площа становить 2,2 млн км². Включає Приуральську, Фроловську, Каймисовську, Пайдугинську, Васюганську, Середньообську, Надим-Пурську, Пур-Тазовську, Гиданську і Ямальську нафтогазоносні обл. Найзначніші родовища: Самотлорське, Мамонтовське, Федоровське, Вар'єганське, Усть-Баликське, Муравлінківське (нафтові); Уренгойське, Ямбургзьке, Бованенківське, Заполярне, Ведмеже, Харасавейське (газові і газоконденсатні). Тектонічно провінція пов'язана з Західно-Сибірською плитою. Продуктивні горизонти приурочені до відкладів юри і крейди, знаходяться на глиб. 0,7-4 км. Поклади пластові, склепінчасті, літологічно обмежені і масивні. Нафти в осн. сер. густини, малосірчисті, малосмолисті з невисоким вмістом парафінів. Газ метановий, конденсат важкий, нафтенового типу та легкий, парафінового типу.

## Деякі родовища
- Салимське нафтове родовище
- Харасавейське газове родовище
- Баженовська світа